# Ланцюжок слів
Ланцюжо́к слів (інколи слова) — словесна гра, в якій гравці по черзі називають слова, що пов'язані між собою за певним правилом, утворюючи таким чином «ланцюжок». Найпоширенішим правилом є те, що кожне наступне слово повинно починатися з тієї ж літери (або кількох літер), якою закінчилося попереднє слово. Ця гра є популярною розвагою для розвитку лексичного запасу, швидкого мислення та креативності, і часто використовується як дидактичний інструмент для вивчення мови. «Ланцюжок слів» існує в багатьох варіаціях і відомий під різними назвами в різних культурах, проте його основна суть — послідовне створення слів, що логічно пов'язані між собою — залишається незмінною. Зазвичай вибирається категорія слів, існує обмеження за часом, наприклад, п'ять секунд,, і в одній грі слова не можуть повторюватися. Версія гри, в якій використовуються назви міст — гра «міста».
В англійській традиції «ланцюжок слів» (Word chain), також відомий як «чіпляйся позаду» (grab on behind), «останній і перший» (last and first), «альфа і омега» (alpha and omega) та «гра з іменами» (the name game).

## Приклад та використання
Прикладом ланцюга для назв міст може бути: Київ — Вінниця — Ялта — Алушта.
Гра використовується як інструмент для викладання іноземної мови та, як автомобільні ігри.

## Пов'язані ігри
Подібна японська гра — шіріторі, в якій слово має починатися з останньої мори, або кана, попереднього слова. Воно містить правило щодо програшу: слова, що закінчуються на N, не можуть використовуватися, оскільки кана ніколи не використовується на початку слів. Гра антакшарі (ant означає кінець, akshar означає літера), в яку грають в Індії, Пакистані та Непалі, також передбачає ланцюжок, але з куплетами пісень з фільмів (зазвичай болівудських пісень). У франкомовних країнах гра марабут передбачає останній склад.
У китайській мові подібна гра відома як цзелун (接龍), де гравці починають нові слова з останньої ханьцзи попереднього слова. Інший варіант гри відомий як цзучуань (字串), у якому використовується додавання, видалення або заміна одного з компонентів персонажа для формування іншого персонажа. Найпопулярніший варіант гри відомий як ченъю цзелун (成語接龍), який замість цього використовує чотири ідіоми символів.
Існує також подібна південнослов'янська гра під назвою калодонт, у якій гравці продовжують ланцюжок, починаючи з двох останніх літер попереднього слова.
У корейській мові схожа гра називається ккеунмаритгі (끝말잇기), у якій гравці повинні сказати слово, що починається з останньої літери хангиль попереднього слова. У румунській мові є гра під назвою «Фазан», у якій гравці повинні назвати слово, що починається з двох останніх літер попереднього слова.
Написання віршів за тим самим принципом називається завершенням віршів. Існують різні інші варіанти, такі як давньогрецький сколіон.
У Чехії «ланцюжок слів» називається «словесний футбол» (Slovní fotbal). Крім традиційного варіанту гри, існує різновид «тихий словесный футбол». Він має той самий принцип, що й базовий варіант, тільки слова не вимовляються безпосередньо, а описуються обхідним чином. Приклади:
- задумане слово - став - опис гравця - там розводять рибу;
- задумане слово - ікарус - опис гравця - марка автобуса;
- задумане слово - рот - опис гравця - частина обличчя.[11]

Таким чином можуть виникати різні варіанти того, що задумав гравець, і може бути використано інше слово. У разі неясності гравці кажуть «СТОП» і уточнюють останні використані слова. Хто зробив помилку (наприклад, продовжив неправильне слово), той програє.